# Piaggio P.23R
Die Piaggio P.23R, die zu Propagandazwecken auch Piaggio P.123 genannt wurde, war ein schnelles Frachtflugzeug des italienischen Herstellers Piaggio.

## Geschichte und Konstruktion
Piaggio entwarf die P.23R speziell, um Geschwindigkeitsrekorde für Frachtflugzeuge aufzustellen. Das Flugzeug war ein dreimotoriger freitragender Tiefdecker und besaß ein doppeltes Leitwerk. Die drei V12-Kolbenmotoren Isotta Fraschini Asso XI R mit je 671 kW wurden in aerodynamischen glatten Verkleidungen montiert und trieben jeweils einen Dreiblattpropeller an. Der Rumpf hatte eine sehr schlanke Form. Die Besatzung saß in zwei getrennten offenen Cockpits. Später wurde die Maschine mit drei Piaggio-P.XI-RC.40-Sternmotoren mit je 746 kW ausgerüstet und das Fahrwerk modifiziert. Zusätzlich wurden beide Cockpits mit geschlossenen Hauben versehen.

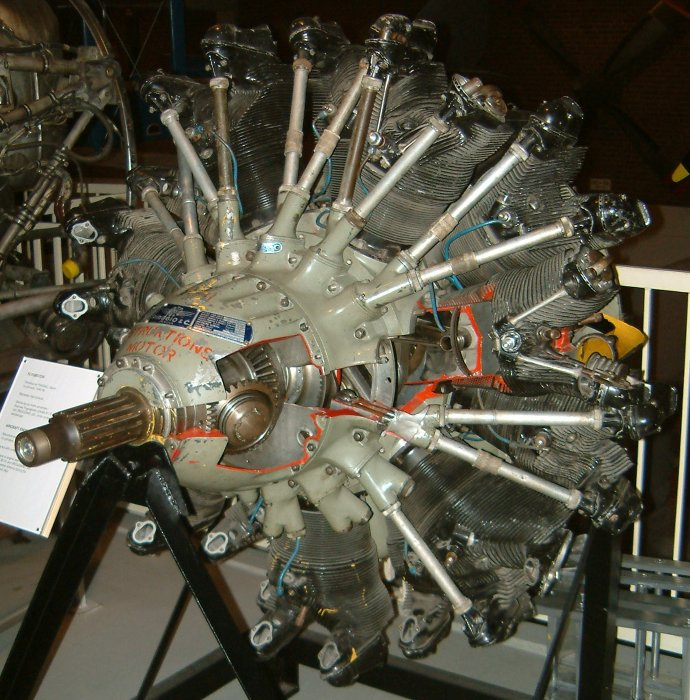
Sternmotor Piaggio P.XI

Die P.23R flog erstmals 1936. Am 30. Dezember 1938 transportierte sie eine Nutzlast von 5000 kg bei einer durchschnittlichen Geschwindigkeit von 404 km/h und errang damit zwei neue Weltrekorde, sowohl über die 1000-km- als auch über die 2000-km-Distanz. Im Jahr 1939 wurde die Entwicklung beendet.

## Technische Daten

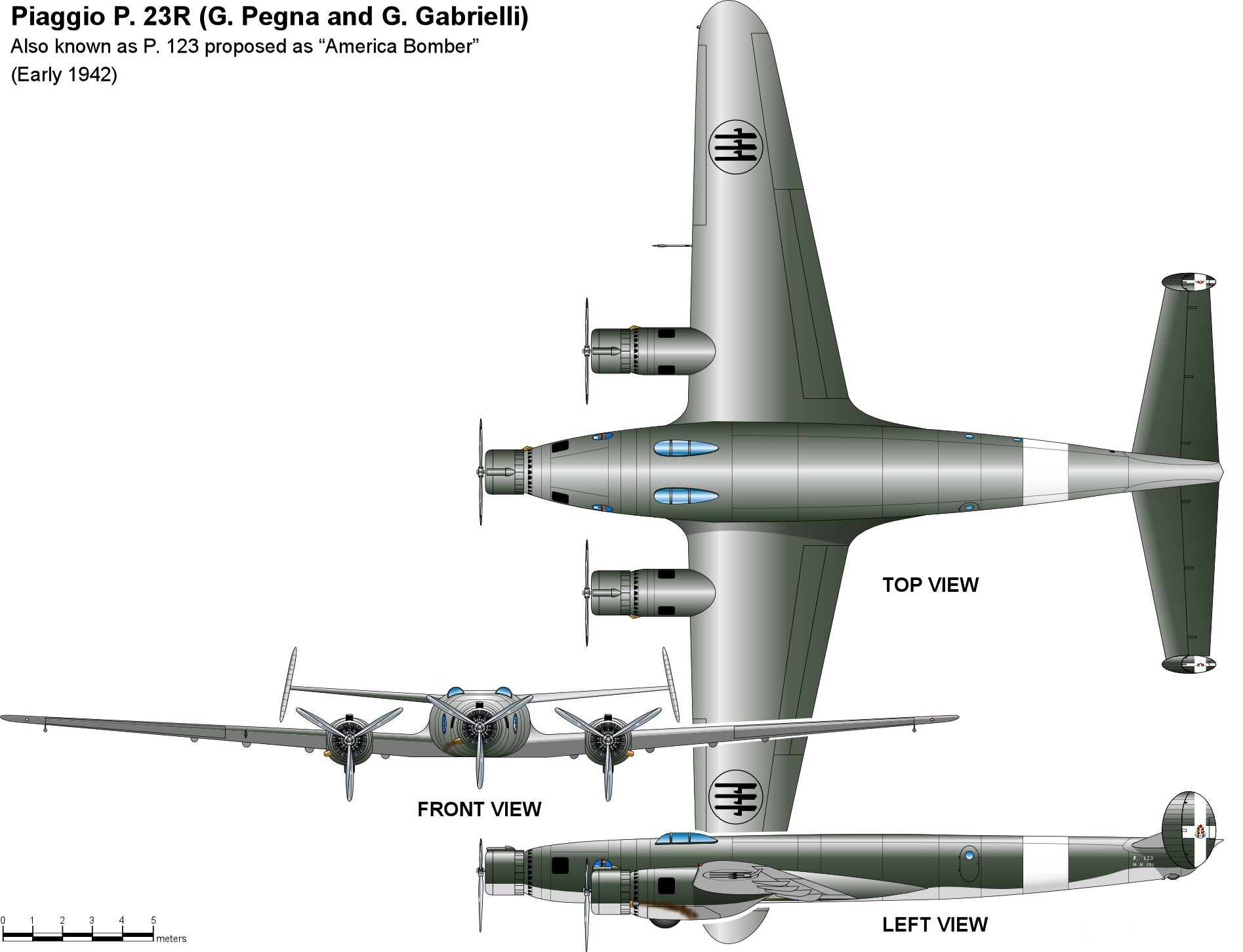
P.23R mit geschlossenen Cockpits, 1942

| Kenngröße             | Daten (P.23R mit Piaggiomotoren)                                          |
| --------------------- | ------------------------------------------------------------------------- |
| Besatzung             | 4                                                                         |
| Länge                 | 23,74 m                                                                   |
| Spannweite            | 29,41 m                                                                   |
| Höhe                  | 4,93 m                                                                    |
| Flügelfläche          | 91,27 m²                                                                  |
| Flügelstreckung       | 9,5                                                                       |
| Leermasse             | 11.979 kg                                                                 |
| max. Startmasse       | 18.986 kg                                                                 |
| Reisegeschwindigkeit  | 349 km/h                                                                  |
| Höchstgeschwindigkeit | 439 km/h                                                                  |
| Dienstgipfelhöhe      | 7276 m                                                                    |
| Reichweite            | 3798 km                                                                   |
| Triebwerke            | 3 × 14-Zylinder-Sternmotoren Piaggio P.XI R.C.40 mit je 750 kW (1.020 PS) |